# Jean Jouzel
Jean Jouzel (Janzé, 5 de março de 1947) é um climatologista e glaciologista francês.
Durante seus estudos Jouzel obteve um grau de professor do ensino médio de química (1967) e um maîtrise em química física (1968). Em 1974 obteve um doutorado na Universidade Paris-Sul em Orsay, com uma tese sobre as propriedades do deutério e do trítio.
Em 2002 recebeu a Medalha de Ouro CNRS por suas conquistas na investigação de núcleos de gelo.
Jouzel é diretor de pesquisas do Instituto Pierre Simon Laplace do Commissariat à l’énergie atomique et aux énergies alternatives, onde são investigados processos de mudança global.
Desde 1994 Jouzel é membro do Painel Intergovernamental sobre Mudanças Climáticas (IPCC). Em 2007 participou em posição de responsabilidade da elaboração do Quarto Relatório de Avaliação do Painel Intergovernamental sobre Mudanças Climáticas. É assim como membro do IPCC juntamente com Al Gore recipiente do Nobel da Paz 2007.